# Judith Weir
Dame Judith Weir DBE (* 11. Mai 1954 in Cambridge) ist eine britische Komponistin. Von 2014 bis 2024 war sie Master of the Queen’s Music (seit 2022 als Master of the King’s Music).

## Leben
Judith Weir besitzt schottische Wurzeln. Bereits während der Schulzeit in London nahm sie private Kompositionsstunden bei John Tavener und spielte als Oboistin im National Youth Orchestra of Great Britain. Anschließend studierte sie am King’s College der University of Cambridge Komposition bei Robin Holloway (Abschluss mit dem Bachelor of Arts 1976). Eine Kussewizki Fellowship ermöglichte ihr weitere Kompositionsstudien bei Gunther Schuller in Tanglewood. 1976 bis 1979 war sie composer-in-residence der Southern Arts Association. 1979 bis 1982 schloss sich eine Cramb Fellowship der University of Glasgow an, 1983 bis 1985 folgte eine Zeit als creative arts fellow am Trinity College der University of Cambridge. 1988 bis 1991 war Judith Weir composer-in-residence an der Royal Scottish Academy of Music and Drama in Glasgow, 1995 bis 1998 beim City of Birmingham Symphony Orchestra (CBSO).
1995 wurde Judith Weir als Commander des Order of the British Empire (CBE) ausgezeichnet, außerdem erhielt sie mehrere Ehrendoktorate: University of Aberdeen (1995), University of Glasgow (2000), Queen’s University Belfast (2001), King’s College London (2007). 1995 bis 2000 wirkte sie als künstlerische Leiterin des Spitalfields Festival in London. 2007 erhielt sie die Queen’s Medal for Music, 2010 den ISM’s Distinguished Musician Award. 1999 hatte sie eine Gastprofessur an der Oxford University inne, weitere folgten an den Universitäten Princeton und Harvard. Seit 2006 lehrt sie als Gastprofessorin an der Cardiff University. Von 2014 bis 2024 war mit Judith Weir erstmals eine Frau Trägerin des Ehrentitels Master of the Queen’s Music. Im Rahmen der New Year Honours 2024 wurde sie als Dame Commander des Order of the British Empire (DBE) geadelt. 2025 wurde sie zum Ehrenmitglied der British Academy ernannt.
Auch für ihre Kompositionen erhielt Judith Weir zahlreiche Auszeichnungen, so 1991 den ersten Preis des International Opera Screen Festival in Helsinki für die Tanz-Oper Heaven Ablaze in His Breast, den South Bank Show Classical Music Award für We Are Shadows (2000) und den British Composer Award der Kategorie Vokalmusik für The Voice of Desire (2004).

## Werk
Judith Weirs kompositorischer Schwerpunkt liegt auf Vokal- und Bühnenwerken, doch sie schrieb auch Orchesterwerke und Kammermusik. Sie ist Komponistin und Librettistin mehrerer Opern (King Harald’s Saga, The Black Spider, A Night at the Chinese Opera, The Vanishing Bridegroom und Blond Eckbert). 2011 wurde die Oper Miss Fortune bei den Bregenzer Festspielen uraufgeführt. Vokalwerke entstanden unter anderem für Jane Manning, Dawn Upshaw, Jessye Norman und Alice Coote.
Während der Zeit als composer-in-residence beim CBSO entstanden mehrere Werke, die unter Leitung von Simon Rattle uraufgeführt wurden (darunter Forest für Orchester, Storm für Chor und Instrumentalensemble und We are Shadows für Chor und Orchester). Hinzu kamen Auftragswerke für das Boston Symphony Orchestra (Music Untangled für Orchester, Natural History für Solosopran und Orchester), das Minnesota Orchestra (The Welcome Arrival of Rain für Orchester) oder die London Sinfonietta (Tiger under the Table für Orchester). Zur im Auftrag der Bachakademie Stuttgart entstandenen Kollektivkomposition Requiem der Versöhnung (1995) trug Judith Weir das Sanctus bei.
Anlässlich der Beerdigungsfeierlichkeiten zum Tod Queen Elisabeths wurde ihre eigens für diesen Anlass komponierte Vertonung des 42. Psalms in der Westminster Abbey am 19. September 2022 (ur-)aufgeführt.
Judith Weir verzichtet in ihren Werken auf avantgardistische Techniken und bedient sich einer erweiterten Tonalität. Dabei greift sie auf Einflüsse der Volksmusik verschiedener Traditionen zurück, etwa den schottischen Piobaireachd, eine Variationsform basierend auf einem begrenzten, pentatonischen Intervallvorrat, oder auch Ausdrucksformen des chinesischen Theaters.